# رسم الخط
دستورِ خَط یا نظامِ نوشتاری یا رسم‌الخط یا دَبیره یک قرارداد است که برای نگارش مطالب به‌کار برده می‌شود. تفاوت دبیره‌ها در شیوهٔ برخورد یا تعبیر آن‌ها از مفهومی است که شیوهٔ نگارش کلمات در متن نسبت به یکدیگر به دست می‌دهد. دبیره روشی استاندارد را برای نوشتن خط یک زبان، نمایش می‌دهد. زمانی که بیش از یک خط برای نوشتن یک زبان موجود باشد، مانند زبان کردی، زبان اویغوری، زبان صربی و یا زبان اینوکتیتوت، ممکن است چند دبیره برای آن زبان موجود باشد. دبیره با نقاشی خط متفاوت است.
سرهم‌نویسی، جدانویسی، حرف اضافه، حرف ربط، واژه‌های چنداملایی، نشانه‌گذاری و املای وام‌واژه‌ها از مفاهیمی هستند که عامل‌های مشخص‌کنندهٔ دبیره‌ها به‌شمار می‌آیند.